# Procryptotermes hesperus
Procryptotermes hesperus är en termitart som beskrevs av Scheffrahn och Krecek 2001. Procryptotermes hesperus ingår i släktet Procryptotermes och familjen Kalotermitidae. Inga underarter finns listade i Catalogue of Life.